# Thryssa hamiltonii
Thryssa hamiltonii är en fiskart som beskrevs av Gray, 1835. Thryssa hamiltonii ingår i släktet Thryssa och familjen Engraulidae. Inga underarter finns listade i Catalogue of Life.